# Coves de la Lluera
Les coves de la Lluera són dues cavitats naturals de petites dimensions (de vegades s'utilitza la denominació cova de la Lluera per a la principal, obviant la petita, i des del punt de vista arqueològic cova de la Lluera I i cova de la Lluera II). Contenen representacions prehistòriques del Paleolític, que són prop de Priorio al municipi asturià d'Oviedo. També s'han trobat restes arqueològiques del Solutrià (21.000 a 17.000 BP) i del Magdalenià Superior final. Els primers associats amb part dels gravats.
S'hi arriba per la carretera de Grado-Oviedo (N-634), prenent la desviació cap a Las Caldas i a la dreta per l'AS-322 des de la qual s'ascendeix a San Juan de Priorio.
La cova principal va ser descoberta en 1979 i consisteix en dues curtes galeries que s'uneixen per l'interior i comparteixen una mateixa boca orientada al sud-sud-est i conté una sèrie de gravats, concentrats en la galeria occidental, la més àmplia, iniciant-se en el porxo i penetrant uns cinc metres cap a l'interior.
Les representacions comencen en la paret oest del pòrtic amb la d'un cavall solitari. Progressant cap a la galeria trobem la representació d'un ur o gran bòvid, un cavall, una cérvola i un boc. Aquest conjunt, obra d'un mateix moment, destaquen altres figures inacabades d'animals.
Ja a l'interior de la galeria, i en zona de menor il·luminació, una concavitat batejada com la Gran Fornícula reuneix el repertori figuratiu més elaborat i suggestiu de la caverna. Enfront de la confusió del precedent, aquí regna l'ordre en un bestiari dominat per la fórmula característica cavall-bòvid. Dos urs, la indicació del sexe és notable en tots dos, es disposen inclinats de dreta a esquerra amb el cap orientat cap a l'exterior de la cavitat. Ambdues figures estan completes, amb els caps estesos cap a davant com una prolongació dels cossos poderosos recolzats en curtes potes. Algun bòvid més, cavalls incomplets, algunes cérvoles, bisons formen part també del contingut d'aquesta zona.
En la paret oriental, en l'anomenat Fris Anterior, dos grans cérvoles, una de les quals s'apropa al metre i mig de llargària, fragments de figures inacabades, etc. En el Fris Mitjà apareixen, entre d'altres, unes cérvoles i un boc. En la Petita Fornícula, dos animals que podrien ser mamuts.
Cinquanta metres aigües amunt s'obre una altra petita cova, els murs de la qual acullen una quinzena de figures geomètriques realitzades amb la mateixa tècnica que en l'anterior, apareix el triangle sexual femení.
Aquestes coves podrien haver actuat com a santuaris exteriors complementaris, resultant de la suma dels continguts artístics de tots dos, figurativisme en la primera i abstracció en la segona, el model iconogràfic característic de les fases de maduresa de l'art rupestre paleolític.